# Rus (Urvater)
Der Urvater Rus ist eine legendäre Gestalt aus der slawischen Mythologie. Zusammen mit seinen Brüdern Čech und Lech gehört er zu den sagenhaften Gründern slawischer Nationen. Rus soll der Legende nach sein Volk auf das Gebiet von Russland geführt haben und wurde so zum Urvater von Russen, Ukrainern und Belarussen.
Ähnlich wie bei seinen Brüdern, welche die Nationen Böhmen beziehungsweise Polen auf deren heutigem Gebiet gründen sollten, handelt es sich um eine historisch nicht nachgewiesene Gestalt, obwohl sie in etlichen Chroniken (wie den Annales regni Francorum, der Chronik von Dalimil, der Chronica Poloniae Maioris und anderen) erwähnt wird.